# Physobolus pulvinipes
Physobolus pulvinipes är en mångfotingart som beskrevs av Sergei I. Golovatch och Zoltán Korsós 1990. Physobolus pulvinipes ingår i släktet Physobolus och familjen slitsdubbelfotingar. Inga underarter finns listade i Catalogue of Life.